# Клинуватка
Клинува́тка — село в Україні, у Троїцькій селищній громаді Сватівського району Луганської області. Населення становить 8 осіб. Орган місцевого самоврядування — Яминська сільська рада.

## Населення

### Мова
Розподіл населення за рідною мовою за даними перепису 2001 року:
| Мова       | Кількість | Відсоток |
| ---------- | --------- | -------- |
| російська  | 6         | 75%      |
| українська | 2         | 25%      |
| Усього     | 8         | 100%     |